# Distretto di Kalisz
Il distretto di Kalisz (in polacco powiat kaliski) è un distretto polacco appartenente al voivodato della Grande Polonia.

## Geografia antropica

### Suddivisioni amministrative
Il distretto comprende 11 comuni.
- Comuni urbano-rurali: Stawiszyn, Opatówek
- Comuni rurali: Blizanów, Brzeziny, Ceków-Kolonia, Godziesze Wielkie, Koźminek, Lisków, Mycielin, Szczytniki, Żelazków